# خیام الولید
خیام الولید (به عربی: خیام الولید) روستایی فلسطینی، واقع در ۲۵٬۲ کیلومتری شمال شرق صفد بود.